# Agrilus discoloriformis
Agrilus discoloriformis es una especie de insecto del género Agrilus, familia Buprestidae, orden Coleoptera.
Fue descrita científicamente por Obenberger, 1920.